# Клеарх
Клеарх (грч. Κλέαρχος) био је спартански војсковођа и најамник у време Пелопонеског рата. Најпознатији је као командант најамничких грчких снага приликом похода Десет хиљада. 

## Биографија
Рођен је средином 5. века п. н. е. Узео је ушешћа у Пелопонеском рату. Са флотом је 411. године послат на Хелеспонт (данашњи Дарданели). Тамо је освојио Византион (чланицу Атинског поморског савеза) и постао proxenus (управник) тог града. У Византиону је био непопуларан због своје строгости. Након Алкибијадовог преласка на страну Атине, његова флота поново успоставља атинску хегемонију на Егејском мору. Становници Византиона отворили су капије града Атињанима користећи се тиме што је Клеарх био одсутан. Након што су повратили контролу над Византионом, спартански ефори поново постављају Клеарха за управника овог града. Међутим, Клеарх је завладао као тиранин те су га спартанске власти протерале из Византиона. Потражио је уточиште код лидијског сатрапа Кира. 

## Поход Десет хиљада
Спартанци, захваљујући финансијској помоћи персијских сатрапа Кира и Фарнабаза, односе победу над Атином у Пелопонеском рату (404. п. н. е.). По смрти цара Дарија II, на ахеменидски престо долази Артаксеркс. Кир Лидијски је био Артаксерксов млађи брат. Почетком 401. године п. н. е. избија сукоб око наслеђа. Кир Млађи је намеравао да подигне устанак против свога брата те је од спартанских власти затражио помоћ. Спартанци нису хтели званично објавити рат Ахеменидима већ су пристали на слање најамничке армије. За заповедника најамничке војске изабран је Клеарх. Од 13.000 Хелена који су учествовали у походу, 10.600 били су хоплити. Један од најзначајнијих учесника похода био је историчар Ксенофонт који је поход описао у своме делу Анабаса или Успињање (војске од морске обале у унутрашњост земље). 
Клеархова војска кренула је из престонице Лидије, Сарда. Пут је водио кроз Малу Азију, преко Киликије и Иконије. Град и дворац владара Киликије опљачкани су приликом проласка. У Тарсу су се против Кира побунили грчки војници који се нису желели удаљавати од обале. Клеарх је успео да их наговори да наставе марш повећавајући им плату за 50%. Код реке Иса, Кир је затекао своју флоту. Ту је стигло и грчко појачање па је Хелена сада било око 14.000. Прошавши кроз Сирију чији се сатрап није смео супротставити, војска је стигла до Еуфрата. Артаксеркс више није смео дозволити непријатељу да напредује. Код села Кунаксе сукобиле су се две војске. Опијен почетним успехом, Кир је са 600 војника напао самог Артаксеркса кога је бранило 6000 људи. Успео је да га лако рани копљем, али је убрзо страдао. 

## Смрт
Хелени, који су чинили десно крило Кирове војске, одбили су све персијске нападе. У замену за повлачење из Персије, Артаксеркс им је понудио залихе хране и водича – Тисаферна. Повратак истим путем био је немогућ због недостатка намирница, те су Грци пристали. Тисаферн их је повео ка северу, левом обалом Тигра. Он није намеравао да их нападне већ да их остави на место одаклеће бити немогуће да се врате. На превару је убио Клеарха и остале стратеге. Међутим, Грци су поново одбили да се предају и именовали су нове војсковође међу којима је био и Ксенофонт. 